# Мілтон Сетріні
Мілтон Сетріні (порт. Milton Setrini, 3 січня 1951) — бразильський баскетболіст.
Учасник Олімпійських Ігор 1980, 1984 років.